# Strzelce-Drezdenko
Strzelce-Drezdenko (powiat strzelecko-drezdenecki) is een Pools district (powiat) in de woiwodschap Lubusz. Het district heeft een oppervlakte van 1248,32 km² en telt 50.212 inwoners (2014).

## Steden
- Dobiegniew (Woldenberg)
- Drezdenko (Driesen)
- Strzelce Krajeńskie (Friedeberg)

Stadsdistricten:
Gorzów Wlkp. · Zielona Góra 

Districten:
Gorzów · Krosno · Międzyrzecz · Nowa Sól · Słubice · Strzelce-Drezdenko · Sulęcin · Świebodzin · Wschowa · Zielona Góra · Żagań · Żary